# Гришняев, Александр Иванович
Александр Иванович Гришняев (17 сентября 1928, село Соловцово, Пензенский округ — 20 февраля 1987, Пенза) — передовик производства, слесарь Пензенского приборостроительного завода. Герой Социалистического Труда (1971)

## Биография
Родился 17 сентября 1928 года в селе Соловцово (ныне — Пензенской области). С 1947 года начал трудовую деятельность на Булычёвской МТС Пензенской области. В 1949 году был призван на срочную службу в армию. С 1953 года до 1960 года работал авиатехником полярной авиации в аэропорту Усть-Трея в Диксонском районе. В 1960 году переехал в Пензу-19, где стал работать в цехе № 8 приборостроительного завода. Выполнил производственные планы 8-й пятилетки за три года и девять месяцев. За выдающиеся достижения при выполнении планов пятилетки по выпуску специальной продукции был удостоен в 1971 году звания Героя Социалистического Труда.

## Награды
- Герой Социалистического Труда — указом Президиума Верховного Совета СССР от 26 апреля 1971 года
- Орден Ленина (1971)
- Медаль «В ознаменование 100-летия со дня рождения Владимира Ильича Ленина»

## Память
- 10 сентября 2015 года в Заречном была торжественно открыта мемориальная доска, посвящённая Александру Гришняеву. Доска установлена на доме № 22 по проспекту 30-летия Победы. В этом доме Александр Гришняев проживал с 1974 года по 1987 год[1][2].